# フロリアン・ピルキントン・ミクサ
フロリアン・ピルキントン・ミクサ（Florian Pilkington-Miksa、1950年6月3日 - 2021年5月20日）は、イングランド出身のロックミュージシャン、ドラマー。

## 人物
ロンドン・パディントン生まれ
主に、プログレッシブロック・バンド「カーヴド・エア」のオリジナル・メンバーとして最も知られている。1990年や2008年以降の再結成にも参加していたが、2017年に降板した。キキ・ディーと共演歴あり。
ピルキントン・ミクサは、幾度かの肺炎による発作の後、2021年5月に70歳で亡くなった。

## ディスコグラフィ

### カーヴド・エア
スタジオ・アルバム
- 『エア・コンディショニング』 - Airconditioning (1970年)
- 『セカンド・アルバム』 - Second Album (1971年)
- 『ファンタスマゴリア -ある幻想的な風景-』 - Phantasmagoria (1972年)
- 『ノース・スター』 - North Star (2014年)

ライブ・アルバム
- 『ライヴ』 - Curved Air – Live (1975年)
- 『ライヴ・イン・コンサート』 - Live at the BBC (1995年)
- 『アライヴ1990』 - Alive, 1990 (2000年)
- 『リボーン』 - Reborn (2008年) ※スタジオ録音の新曲を含む。
- 『ライヴ・アトモスフィア』 - Live Atmosphere (2012年)

### フランシス・モンクマン
- Jam (1991年)